# Clem Burke
Pour les articles homonymes, voir Burke.
Clement Anthony Bozewski, dit Clem Burke, né le 24 novembre 1954 à Bayonne (New Jersey) et mort le 6 avril 2025, est un batteur américain. 
Il commence sa carrière de batteur avec le groupe Blondie. À la séparation du groupe en 1984, il rejoint les Ramones et prend le pseudonyme de Elvis Ramone, et apparaît aussi avec le groupe Eurythmics. Entre 1990 et 1992 puis 2003 à 2004, il rejoint le groupe The Romantics pour un EP et un album. En 1998, il rejoint Blondie pour sa reformation.

## Biographie

### Carrière

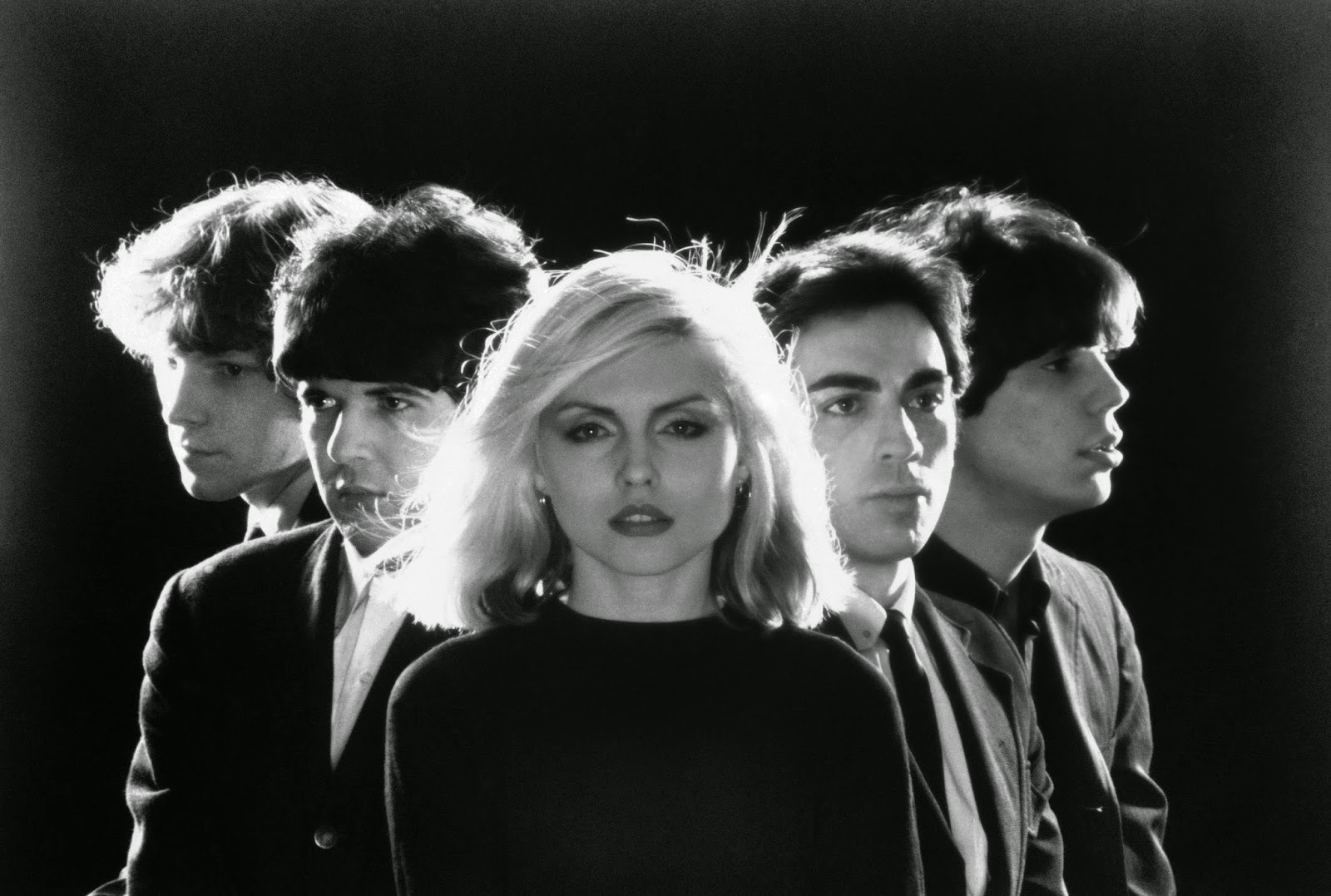
Clem Burke (deuxième à gauche) avec Blondie en 1977.

Les premières expériences de Clem Burke derrière la batterie ont commencé à la fin des années 1960 et au début des années 1970 en tant que l'un des membres fondateurs des premiers groupes de reprises de Bayonne, Total Environment et Sweet Willie Jam Band. Clem Burke a également acquis des connaissances en percussion grâce à son passage en tant que batteur dans le célèbre Saint Andrew Bridgmen Drum and Bugle Corps à Bayonne. Recruté par Debbie Harry et Chris Stein lors de la première formation de Blondie en 1974, Clem Burke a rejoint Blondie au début de 1975. Il a joué un rôle clé dans le maintien du groupe après que Stein et Harry aient envisagé de se séparer, à la suite du départ du bassiste original Fred Smith à la télévision et recrute son ami Gary Valentine pour jouer de la basse. Son style de jeu a été influencé par Hal Blaine, Keith Moon, Ringo Starr et Earl Palmer.
Au cours des années 1980 et 1990, lorsque Blondie a été dissous, Clem Burke a joué de la batterie pour les Romantics (dont il devient le batteur régulier entre 1990 et 2004), Pete Townshend, Bob Dylan, Eurythmics, Dramarama, les Fleshtones, Iggy Pop et Joan Jett entre autres. Il a ensuite enregistré avec le line-up de Checkered Past en 1983 avec le guitariste des Sex Pistols Steve Jones, l'ancien coéquipier de Blondie Nigel Harrison, le musicien Tony Sales et le chanteur/acteur Michael Des Barres.
En 1987, il remplace le batteur des Ramones (sous le nom « Elvis Ramone ») pour deux concerts, le 28 août à Providence (Rhode Island) et le 29 août à Trenton (New Jersey), après le départ soudain de Richie Ramone. Le 8 octobre 2004, il a de nouveau joué sous le nom « Elvis Ramone », quand il a rejoint Tommy Ramone, CJ Ramone et Daniel Rey dans le concert « Ramones Beat on Cancer ». Il a enregistré et joué en live avec Wanda Jackson et Nancy Sinatra. Clem  Burke a également joué sur Kathy Valentine, membre du Go-Go, la sortie solo de Light Years en 2005. Et il a enregistré et tourné avec Dramarama de Wayne, New Jersey et Los Angeles sur leur album de 1993 Hi-Fi Sci-Fi. Clem Burke a été intronisé au Rock and Roll Hall of Fame en 2006 en tant que membre de Blondie.
En 2007, Clem Burke a rejoint Slinky Vagabond avec le guitariste de David Bowie, Earl Slick, Glen Matlock et Keanan Duffty jouant leur premier concert au Joey Ramone Birthday Bash en mai 2007. Il est également membre de Magic Christian (Dirty Water Records), avec le guitariste de Flamin' Groovies Cyril Jordan (à la guitare) et le guitariste principal de Plimsouls Eddie Munoz (à la basse) et a tourné plusieurs fois en tant que batteur avec le Hugh Cornwell Band.
Clem Burke a joué des sets de 90 minutes lors de 100 concerts par an et en 2008, il a été rapporté qu'il avait participé à une étude de 8 ans qui analysait les effets physiques et psychologiques de la batterie et l'endurance requise par les batteurs professionnels, menée conjointement par l'Université de Gloucestershire et Université de Chichester. En juillet 2011, Clem Burke a reçu un doctorat honorifique de l'Université de Gloucestershire, à la suite du projet de batterie.
En décembre 2011, il forme le groupe International Swingers avec le bassiste des Sex Pistols Glen Matlock, le guitariste James Stevenson de Generation X et le chanteur Gary Twinn de Supernaut. À peu près au même moment, il est devenu membre fondateur de la Split Squad, participant à des tournées, apparitions dans des festivals SXSW et à l'enregistrement de l'album Now Hear This…, sorti en janvier 2014.
En avril 2013, Clem Burke est apparu sur la chanson de Little Steven All I Needed Was You avec Scott Kempner, Barry Goldberg, Gregg Sutton et Tom Jr Morgan sur l'album de Carla Olson Have Harmony, Will Travel. En 2014, Clem Burke était membre fondateur des Empty Hearts. Le groupe a enregistré sur 429 Records et ses compagnons de groupe comprenaient le guitariste et chanteur des Romantics Wally Palmar, le bassiste des Chesterfield Kings Andy Babiuk, le guitariste des Cars Elliot Easton et le pianiste des Small Faces et Faces Ian McLagan. Le premier album éponyme du groupe est sorti le 5 août 2014 et produit par Ed Stasium.
En 2015, via PledgeMusic, le groupe The International Swingers a levé des fonds pour enregistrer son premier album éponyme, The International Swingers (à l'origine sous le titre de travail Whatever Works Now). L'album a été enregistré au Studio 606 à LA qui appartient aux Foo Fighters. Il a ensuite été mixé par Peter Walsh qui a travaillé avec Simple Minds, Pulp et plus récemment Scott Walker.
En 2017, Clem Burke a joué des dates en tant que membre de LAMF, un hommage à Johnny Thunders mettant également en vedette Walter Lure, Mike Ness et Glen Matlock. Les spectacles de retrouvailles à New York ont eu lieu au Bowery Electric à Manhattan les 15 et 16 novembre 2016 (sans Glen Matlock), et ont été enregistrés pour la sortie sur un album sorti sur Jungle Records en décembre 2017.
En 2019, Clem Burke a joué avec le groupe hommage à Blondie Bootleg Blondie. 
En 2021 et 2022, il a remplacé Gina Schock à la batterie (absente temporaire pour raisons personnelles) lors des différents concerts des Go-Go's, en particulier ceux au Whiskey a Go Go, pour célébrer leur récente intronisation au Rock and Roll Hall of Fame.
Il meurt le 6 avril 2025, des suites d'un cancer.